# Јан Кот
Јан Кот (пољ. Jan Kott; Варшава, 27. октобар 1914 — Санта Моника, 23. децембар 2001) био је пољски есејиста, преводилац, књижевни критичар, песник, театролог и политички активиста. Рођен је у секуларној јеврејској породици, у којој је добио широко хуманистичко образовање. Иако је након Другог светског рата подржавао комунизам у Пољској, Јан Кот је 1957. након снажних репресија иступио из комунистичке партије, да би затим емигрирао за Америку. Славу је стекао збиркама есеја: Шекспир наш савременик (1961), Једење Богова (1986) И даље шекспир (1992). Ови есеји извршили су снажан утицај на савремене интерпретације шекспирових и старогрчких комада, што је Јана Кота начинило једним од најутицајних шекспиролога и театролога друге половине двадесетог века.
Српски превод најпознатијег Котовог дела Шекспир наш савременик изашао је 1964. године, у преводу Петра Вујичића. То је био један од првих превода ове књиге на неки страни језик. Велики број његових есеја је временом преведен на српски језик, што у виду целокупних збирки, што у облику појединачних есеја у различитим зборницима и часописима.

## Биографија
Кот је рођен у Варшави 1914. године, у јеврејској породици. Студирао је права и романистику у Варшави, Паризу и Лођу. Тридесетих година се прикључио комунистичкој партији и активно је учествовао у одбрани Пољске од нациста. Након капитуалације Пољске прелази у Совјетски Савез, где се прикључио партизанима. По завршетку Другог светског рата првенствено је био познат као главни и одговорни уредник часописа Kuźnica, и као један од водећих теоретичара социјалистичког реализма. Међутим, након разочарења у комунистичку револуцију и услед све веће репресије, побунио се против совјетског утицаја у Пољској. Изашао је из комунистичке партије 1957.
Шекспир наш савременик, збирка есеја о Шекспировим комадима, која ће га прославити, излашла је 1961. Излазак књиге му је омогућио да као стипендиста Фордове фондације отпутује у САД 1965. Пошто је пољска власт након три године одбила да му продужи пасош, одлучио је да затражи азил и држављанство САД. У периоду од 1969. до 1983. предавао је на Стони Брук универзитету. Као песник, преводилац и есејиста, постао је једна од најутицајних фигура пољске емигрантске школе у Америци. Умро је у Санта Моници услед срчаног удара 2001.

## Стваралаштво
Иако је написао неколико збирки поезије и аутобиографију, Јан Кот је признање стекао својим есејима о пољској, енглеској, француској, јапанској, старогрчкој књижевности и посебно есејима о драми. На пољу есеја сматрао је себе учеником Тадеуша Желењског-Боја и Јежија Стемповског. Збирке есеја: Шекспир наш савременик, Једење Богова, И даље Шекспир, извршиле су јединствен утицај на интерпретацију класичних драмских текстова, и то посебно на интерпретацију старогрчких и Шекспирових комада. Разлоге Котове популарности треба тражити у томе што су његови есеји написани лако разумљивим стилом и нису оптерећени академизмом, затим есеји су написани из перспективе савременог човека, који на класичне комаде гледа у оквиру хоризонта њему савремених догађаја, и коначно у њима су класичне драме доведене у везу са егзистенцијастичким струјама и драмским остварењима 60-тих. Посебан одјек је имао међу редитељима повезаних са експерименталним и алтернативним театром. Између осталих, утицао је на: Питера Брука и Питера Хола у Енглеској, Аријану Мнушкин у Француској, Ђорђа Стрелера у Италији, Анджеја Вајда и Конрада Свинарског у Пољској итд.
Јан Кот је био под снажним утицајем марксистичких теорија, егзистенцијалистичке филозофије, учења о архетипу и Бахтинове концепције хронотопа и карневала. Анализирајући Шекспирове историјске трагедије на искуству Стаљинових злочина, Кот је сковао термин велики механизам. Под овим термином подразумева се механизам историје сведен на циклично понављање, у којем сваки успон на власт почиње као праведна борба против тираније, а неминовно се завршава у новом крвопролићу. Унутрашња нужност тог механизма, оличеног најексплицитније у Ричарду III, јесте у томе да нови владар, готово несвесно, почиње да чини иста злодела против којих се побунио, све док не дође нови осветник и не изврши злодело на њему, и тако унедоглед.
Његов приступ је често био компаративан, те је Шекспирове комаде сагледавао у односу на друге драме. Тако је краља Лира доводио у везу са театром апсурда Бекета и Јонеска, али и епским театром Бертолда Брехта, док је Хамлета поредио са Есхиловом Орестијом. Шекспирове комедије није читао у сентименталном кључу, већ је у њима истраживао меланхоличну и песимистичну страну, отварајући питања родних улога, мрачних страна ероса и карневализације.
Јан Кот је преводио на пољски и енглески дела Денија Дидроа, Жан Пол Сартра, Молијера и Ежена Јонеска.

## Одабрана дела
| 1961. | (пољ.                               | Шекспир наш савременик             | - | 1981. | (пољ. ) | Камени поток: есеји                         |
| 1981. | (пољ. )                             | Кавез тражи птицу, записи и огледи | - | 1986. | (пољ. ) | Једење богова: студије о грчким трагедијама |
| 1990. | (пољ. )                             | Прилог биографији                  | - | 1992. | (пољ. ) | И даље Шекспир                              |
| /     | Есеји преузети из различитих издања | Позориште есенције и други есеји   |   |       |         |                                             |